# Zehneria bodinieri
Zehneria bodinieri är en gurkväxtart som först beskrevs av H.Lev., och fick sitt nu gällande namn av W.J.de Wilde och Duyfjes. Zehneria bodinieri ingår i släktet Zehneria och familjen gurkväxter. Inga underarter finns listade i Catalogue of Life.